# Immanuel Naidjala
Immanuel Naidjala (ur. 9 listopada 1984 roku w Namibii) – namibijski bokser wagi koguciej.

## Waga kogucia
Jako zawodowiec zadebiutował 31 października 2009 roku. Znokautował wtedy w 3 rundzie rodaka Daniela Ausiku. W swojej 11 walce znokautował Emmanuela Simbeye, zdobywając tymczasowy pas WBO Africa.
W następnej walce, która odbyła się 3 grudnia 2012 roku, pokonał przez TKO w 4 rundzie Nkqubela Gwazela. Co ciekawe ten bokser w 2004 roku znokautował Moruti Mthalane. W 2012 roku zdobyty wcześniej tytuł obronił trzykrotnie.